# 최희송
최희송(崔熙松, 1894년 5월 10일 ~ 1982년 3월 18일)은 대한민국의 국회의원이다. 미 군정기 때 경상북도지사를 역임하고 민주당에 참여해 활동하다가 7대 총선에 탈당, 민주공화당으로 당적을 옮겨 출마, 당선되었다. 4·5·6·7대 4선 의원으로 활동했다.

## 학력
- 미국 메사추세스주립공과대학 산업공학과 학사

## 경력
- 미 군정 경북도지사
- 민주당창당발기인
- 민주당중앙ㆍ상무ㆍ정책위원
- 민주당중앙상무위부의장
- 참의원(외무국방위원장)
- IPU한국대표
- APU제2회총회한국대표
- 제15차유엔총회한국대표
- IPU총회한국대표단장
- 대한민국의 제4대 국회의원 : 민주당[경상북도 대구시 기(제6선거구) 국회의원지역선거구]
- 대한민국의 제5대 참의원 : 민주당(경상북도 제1부)
- 대한민국의 제6대 국회의원 : 민주당(전국구 5번)
- 대한민국의 제7대 국회의원 : 민주공화당(전국구 4번)

## 역대 선거 결과
|  | 18.29% |

|  | 26.00% |

|  | 43.22% |

|  | 12.12% |

|  | 13.5% |

|  | 50.6% |